# Nunataks Gercena
Die Nunataks Gercena (englisch; russisch Нунатаки Герцена Nunataki Gerzena, deutsch ‚Herzennunatakker‘) sind eine Gruppe von Nunatakkern im ostantarktischen Mac-Robertson-Land. In der Athos Range der Prince Charles Mountains ragen sie südwestlich des Vrana Peak auf.
Russische Wissenschaftler benannten sie. Namensgeber ist der russische Philosoph und Schriftsteller Alexander Iwanowitsch Herzen (1812–1870).